# 17195 Jimrichardson
17195 Jimrichardson (1999 XQ234) là một tiểu hành tinh nằm phía ngoài của vành đai chính.